# A. E. Coppard
Alfred Edgar Coppard (*4 de enero de 1878, en Folkestone - †13 de enero de 1957, en Londres) fue un escritor y poeta inglés, también conocido como A. E. Coppard, notable por su influencia en el cuento fantástico inglés de la primera mitad del siglo XX.

## Vida
A. E. Coppard fue hijo de un sastre itinerante y de una sirvienta doméstica, nacido en la ciudad costera de Folkestone (Kent), y en sus primeros años apenas tuvo una educación formal. Coppard creció en circunstancias difíciles y afectadas por una extrema pobreza; más tarde describió su infancia como "escandalosamente pobre" y el escritor irlandés
Frank O'Connor definió los primeros años de A. E. Coppard como "cruel". Dejó la escuela a la edad de nueve años para trabajar como recadero de un fabricante de pantalones judío en Whitechapel, durante el periodo de los asesinatos de Jack el destripador.
A comienzos de la década de 1920, y aún inédito (sin publicar), se encontraba en Oxford siendo el líder de un grupo literario, los nuevos isabelinos, que solían reunirse en un pub para leer teatro isabelino. W. B. Yeats asistía a veces a esas reuniones. En este período conoció a Richard Hughes y Edgell Rickword, entre otros.
Coppard fue miembro del Partido Laborista Independiente durante un tiempo. Las obras de ficción de Coppard estaban influenciadas por Thomas Hardy, y en sus primeras publicaciones, favorablemente comparadas con las de H. E. Bates.  Los trabajos de Coppard disfrutaron de gran popularidad en los Estados Unidos después de que sus Selected Tales fueran seleccionados para el Book of the Month Club (una especie de Círculo de Lectores estadounidense).

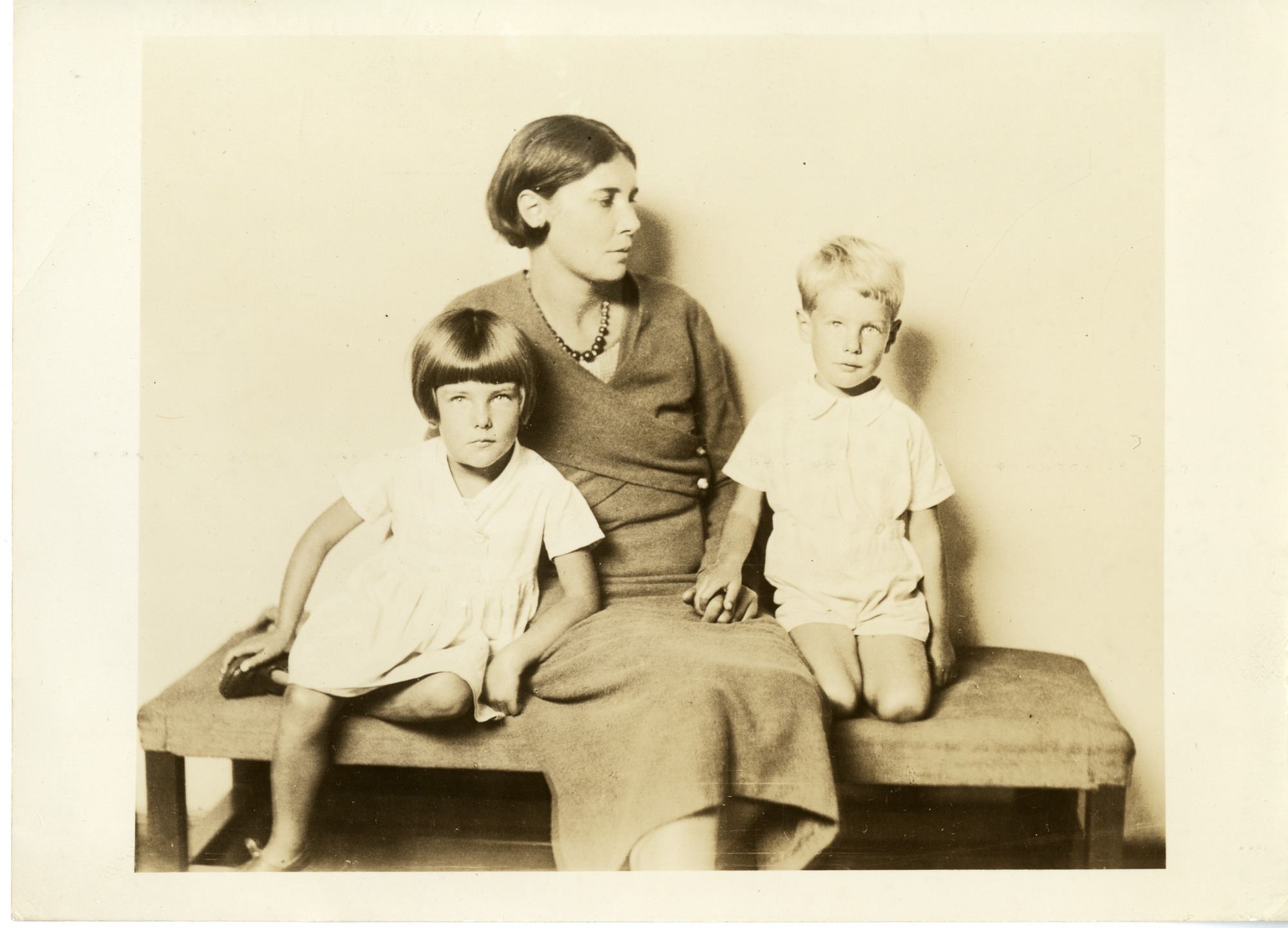
Winifred May de Kok, esposa de A. E. Coppard, y los hijos de ambos hacia 1920.

En su perfil de Twentieth Century Authors, Coppard citó a Abraham Lincoln como su político más admirado. Coppard también citó a Sterne, Dickens, James, Hardy, Shaw, Chejov y Joyce como autores por él valorados; en cambio, expresó su disgusto por las obras de D. H. Lawrence, T. E. Lawrence y Rudyard Kipling.
Algunas de las colecciones de cuentos cortos de Coppard, como Adam and Eve and Pinch Me y Fearful Pleasures, contienen historias con elementos fantásticos, ya sea de horror sobrenatural o fantasía alegórica.
Coppard estuvo casado con la doctora en medicina, autora de libros especializados en la crianza de los hijos y presentadora de programas sobre salud infantil de la BBC, Winifred May de Kok (de origen sudafricano) con la que tuvo dos hijos.
En el libro de Nancy Cunard de 1937 sobre la Guerra Civil Española Authors take Sides on the Spanish War, Coppard se alineó con el bando republicano.

## Crítica
Los cuentos de Coppard fueron elogiados por Ford Madox Ford y Frank O'Connor. El libro de Coppard Nixey's Harlequin recibió buenas críticas de L. A. G. Strong, Gerald Bullett y The Times Literary Supplement (que elogió el "virtuosismo brillante de Coppard como puro tejedor de cuentos"). La ficción sobrenatural de Coppard fue admirada por Algernon Blackwood. Brian Stableford argumenta que la fantasía de Coppard tiene un estilo similar al de Walter de la Mare y que "muchas de sus fantasías extravagantes y extrañamente lastimeras son profundamente perturbadoras".

## Obras

### Colecciones de cuentos
- Adam & Eve & Pinch Me (1921)
- Clorinda Walks in Heaven (1922)
- The Black Dog and Other Stories (1923)
- Fishmonger's Fiddle: Tales (1925)
- The Field of Mustard (1926)
- Silver Circus (1928)
- Count Stefan (1928)
- The Higgler (1930)
- Nixey's Harlequin (1931)
- Fares Please! (1931)
- Crotty Shinkwin and The Beauty Spot (1932)
- Dunky Fitlow (1933)
- Ring the Bells of Heaven (1933)
- Emergency Exit (1934)
- Pink Furniture (1935)
- Polly Oliver (1935)
- Ninepenny Flute (1937)
- You Never Know, Do You? (1939)
- Ugly Anna (1944)
- Fearful Pleasures (1946)
- Selected Tales (1946)
- The Dark Eyed Lady – Fourteen Tales (1947)
- Collected Tales (1948)
- Lucy in Her Pink Coat (1954)
- Selected Stories (1972)
- The Collected Tales of A. E. Coppard (1976)
- The Higgler and Other Stories (1991)
- The Man from the Caravan and Other Stories (1999)
- Father Raven and Other Tales (2006)
- Weep not my wanton: selected short stories (2013)

### Colecciones de poemas
- Hips and Haws (1922)
- Yokohoma Garland & Other Poems (1926)
- Pelaga and Other Poems (1926)
- The Collected Poems of A. E. Coppard (1928)
- Cherry Ripe: Poems (1935)
- Simple Day: Selected Poems (1978)

### Panfletos ylibros de cordel
- The Hundredth Story of A. E. Coppard (1930), ilustrado por Robert Gibbings
- Cheefoo (1932)
- Good Samaritans (1934)
- These Hopes of Heaven (1934)
- Tapster's Tapestry: A Tale (1938), ilustrado por Gwenda Morgan

### No ficción
- Rummy: that noble game expounded in prose, poetry, diagram and engraving (1932), ilustrado por Robert Gibbings

### Como editor
- Songs from Robert Burns. Seleccionadas por A. E. Coppard, con xilografías de Mabel M. Annesley (1925)

### Autobiografía
- It's Me, O Lord! (1957)

## Otras fuentes
- Fabes, Gilbert H., The First Editions of A. E. Coppard, A. P. Herbert and Charles Morgan, 1933 Londres: Myers.
- Saul, George Brandon, A. E. Coppard: His Life and Poetry,1932, University of Pensilvania, tesis doctoral.
- Schwartz, Jacob con prólogo y notas de A. E. Coppard, A Bibliography of A. E. Coppard - The Writings of Alfred Edgar Coppard, 1931.
- Jehin, A. Observaciones sobre el estilo de A. E. Coppard. Buenos Aires, 1944.